# دونالد جاي ويلر
دونالد جاي ويلر (بالإنجليزية: Donald J. Wheeler)‏ هو إحصائي أمريكي، ولد في 1944.